# James Cook
James Cook (født 7. november 1728 , død 14. februar 1779) var en engelsk opdagelsesrejsende født i Yorkshire. James Cook var den første europæer på Hawaii. Mange tror også han var den første europæer i Australien, men hollænderne havde været der 150 år tidligere. Han var heller ikke den første englænder, der kom til Australien: det var William Dampier i 1688. Som følge af Cooks forståelse for kostens betydning døde ingen af hans besætningsmedlemmer af skørbug. Det var ualmindeligt på den tid. 

## Liv og virke
James Cook kom i købmandslære, hvad han dog ikke viste større evner for, hvorpå købmanden hjalp ham til at stå til søs. I syv år tjente han på et kulskib, men gik 1755 i kongelig tjeneste. Han deltog som underløjtnant i den franske og indianske krig, efter hvis afslutning han var beskæftiget med kortlægning af Saint Lawrence-bugten og kysterne ved Newfoundland. Hans arbejde her var så tilfredsstillende, at lord Edward Hawke 1768 udnævnte ham til chef for det skib, der skulle sejle en astronom til Tahiti for at iagttage en venuspassage. Astronomen var Green. En naturforsker var en rig godsejer fra Lincolnshire, Joseph Banks, der som medhjælper havde svenskeren Daniel Solander.

### Rundsejlingen omkring New Zealand
26. august 1768 gik Cook på barken Endeavour ud fra Plymouth og rundede Kap Horn, 12. april 1769 til Tahiti, hvor venuspassagen blev iagttaget 3. juni i godt vejr. Efter at have undersøgt og bestemt de omliggende øer, som han gav navnet Selskabsøerne, indledte Cook sin store opdagelsesrejse. Han styrede straks imod syd, opdagede Rurutu, den første ø i det lille Tubuai Archipel, og standsede ikke, før han havde nået 40° 22' sydlig breddegrad uden at se land. Han satte derefter kursen mod nordvest efter New Zealand, som Abel Tasman 127 år tidligere havde set, men som ikke var blevet besøgt i mellemtiden, og da der 6. oktober blev råbt »land«, kom alle i den største spænding, fordi man troede nu endelig at have truffet "det ubekendte Australland". Det var imidlertid østkysten af nordøen i New Zealand, man havde set. Derfra omsejlede Cook denne ø og gennemsejlede det efter ham benævnte stræde, hvorved han konstaterede, at New Zealand bestod af to øer, hvis kyster han fuldstændig kortlagde, inden han forlod øerne. 31. marts 1770 forlod han New Zealand og styrede mod nordvest, så at han 19. april stødte på Australlandets østkyst på 37° 58" sydlig breddegrad. Denne da fuldstændig ukendte kyst fulgte han mod nord, kom til en bugt, som han på grund af den store rigdom på ny planter kaldte Botany Bay, derefter til Port Jackson. På sin videre fart mod nord kom han ind i det snævre, farlige farvand mellem kysten og det store Barriererev, hvor han heller ikke undgik at få en så farlig læk, at han måtte søge ind i en flod, som han efter sit skib kaldte Endeavour-river, for at reparere. 
Endelig lykkedes det ham at slippe ud i åben sø gennem en åbning i revet; men allerede to dage senere trængte han på ny gennem revet for ikke mere at slippe kysten af syne; hans hensigt var nemlig at afgøre, om Ny-Guinea var forbundet med fastlandet eller en ø. Det lykkedes ham virkelig også 21. august, at omsejle Kap York og gennemsejle Torres-strædet. Det opdagede land havde han taget i besiddelse for den engelske krone, under navn af New South Wales. 
Over Batavia indledte han derpå sin hjemrejse syd om Afrika og ankom til England 11. juni 1771. Resultatet af denne rejse havde været overordentlig rigt: opdagelsen af New Zealands ønatur, afsløringen af Australlandets østkyst og Ny-Guineas adskillelse fra fastlandet ved Torres-strædet. Og dog skulle hans anden rejse blive endnu mere udbytterig.

### Nye rejser
17. juli 1772 drog han ud med to skibe: Resolution, som han selv førte, og Adventure under Tobias Fouraeaux. Som videnskabelige ledsagere fulgtes han denne gang af to tyskere, Johann Reinhold Forster og Georg Forster. Det var Cooks hensigt at forsøge på en verdensomsejling fra vest til øst, altså imod Passaten, for derved at afgøre, om der på den sydlige halvkugle fandtes andre fastlande end Australien. Fra Kaplandet styrede han omtrent lige mod syd og mødte allerede 10. december den første svømmende is på 51° 5" sydlig breddegrad. Da han endnu ikke havde fundet land på 60. breddegrad, styrede han syd for denne parallel mod øst, overskred den sydlige polarkreds på 40° østlig længde f. Grw. og styrede derpå til New Zealand for at udhvile sit mandskab. Derfra løb han november 1773 ud på sin anden polarfart og nåede januar 1774 sin største sydlige bredde, nemlig 71° 10' på 106° 54' v. L. f. Grw., hvor en sammenhængende ismur tvang ham til at vende om. På hjemrejsen til Europa holdt han sig omtrent på New Zealands bredde og fortsatte, efter at han havde passeret Kap Horn, den østlige retning, indtil han til sidst stødte på Sydgeorgien. 
30. juli 1775 kom han efter tre års fravær tilbage til England. Udbyttet af denne rundrejse var erkendelsen af at den sydlige halvkugle overvejende var dækket af vand, hvorved det formodede fastland på denne halvkugle endelig forsvandt fra kortene, efter at have spøgt i to århundreder.

### Endnu en sørejse
Efter sin hjemkomst blev Cook udnævnt til kommandør og fik ansættelse ved hospitalet i Greenwich. Han blev desuden optaget som medlem af Royal Society. Men han kunne ikke holde sig længe hjemme, og da der udlovedes en belønning på 20.000 britiske pund til den der kunne finde en nordlig gennemgang fra Atlanterhavet til Stillehavet, drog han 12. juli 1776 ud på sin tredje rejse med skibene Resolution, som han atter selv førte, og Discovery under Charles Clerke. Fra Selskabsøen Bora Bora holdt han nordnordvestlig, så at han 18. januar 1778 traf Hawaii, der vel tidligere var opdaget af spanierne, men ikke indtegnet på noget kort. Han udsatte dog en nærmere undersøgelse af Hawaii og søgte sit oprindelige mål, Nordamerikas vestkyst, som han traf på 44° 30' nordlig breddegrad. Han fulgte kysten mod nord og erkendte snart at Amerika strakte sig meget længere mod nordvest end man tidligere havde antaget. Forbi Kodiak, hvor han traf russiske kolonister, trængte han ind i Beringshavet og igennem Beringstrædet op i Ishavet. For at søge efter den ønskede gennemgang mellem de to oceaner fulgte han Nordamerikas kyst mod øst, men uigennemtrængelige ismasser tvang ham til at vende om ved Iskap på 161° 46' vestlig længde f. Grw. Han drog til Hawaii, hvor han blev venligt modtaget af de indfødte; men da han på hjemrejsen af modvind nødsagedes til at styre tilbage til disse øer, kom han i strid med de indfødte og blev dræbt med en del af sine folk 14. februar 1779.

## Betydning
Cooks bedrifter som opdager og sømand er så betydelige og værdifulde, at man kan sammenligne ham med de store nautiske opdagere, Christoffer Columbus, Vasco da Gama, Magellan og Abel Tasman. Hans evner inden for matematik, navigation og kartografi var helt usædvanlige. Han var den første europæer til at fastsætte New Zealands og Ny-Guineas ønatur, afsløre Australiens østkyst, opdage flere Sydhavsøer, deriblandt Ny Kaledonien og Hawaii, undersøge Nordamerikas vestkyst fra 44-77° nordlig breddegrad og endelig til at eliminere det hypotetiske Sydland: han fuldendte så at sige jordens hydrografi.